# 赵犨
赵犨（824年—889年），中国唐朝末年军阀，据点在陈州。是宣武军节度使朱全忠的可靠盟友，子赵岩为朱全忠女婿且在朱全忠建立后梁后在后梁为官。

## 家世
赵犨是宛丘人，生于唐敬宗长庆四年（824年）。祖上为天水人，曾祖赵宾、祖父赵英奇、父赵叔文世代为忠武军牙将。赵犨童年即有奇智，与邻家小孩在路边玩，分布行列为部伍战阵之状，自为统帅，指挥有节彷彿宿将，孩子们都遵从他，没人敢乱了行列。赵叔文见状以为异，说：“我家千里驹啊，必昌大我门！”赵犨去乡校，诵读能力超过同辈。弱冠之年，有壮节，好功名，擅长弓剑，气义勇果。郡守听闻后，擢他为牙校。唐武宗年间，赵叔文从军讨伐反叛的昭义军军阀刘稹，赵犨随父从征，攻取天井关。不久又随朝廷军队讨伐蛮族，经过一个月才克敌，只有忠武军将士转战溪洞之间，斩获甚众。忠武军录赵犨战功，升为马步都虞候。
唐僖宗年间，唐政权因民变而陷入混乱。农民军首领王仙芝侵掠汝、郑，将犯东都洛阳，赵犨率步骑数千袭之，使其南奔。但在农民军首领黄巢在广明元年（880年）末（公历约为881年新年）攻陷京城长安，迫使僖宗逃往成都后，陈州地区更加完全混乱。于是忠武军辖下陈州的数百人请求忠武军节度使周岌让赵犨为帅，节度使告知唐僖宗，僖宗下诏以赵犨守陈州刺史。

## 御黄巢于陈州
与此同时，众唐将开始合兵逼当时已自称大齐皇帝的黄巢出长安，黄巢在众唐将手下遭败，赵犨预料黄巢将弃长安，且黄巢因先前与忠武军交战，素有仇，除非死于长安，否则必然向东行进攻打忠武军。于是修城堑，缮甲兵，积刍粟，命令60里（大约30公里）内的百姓迁入城中。多招募勇士，以二弟赵昶为防遏都指挥使，幼弟赵珝为亲从都知兵马使，长子赵麓、次子赵霖也都领锐兵。
中和三年（883年）四月，在唐东北面行营都统雁门节度使李克用压力下，黄巢弃长安东逃。五月，他先攻奉国军，奉国军节度使秦宗权投降，与之合兵。黄巢又派骁将孟楷攻陈州。赵犨故意示弱，诱孟楷深入，于项县袭之，擒杀孟楷。朝廷闻其功，加检校兵部尚书，不久转右仆射。不数月，加司空，进颍川县伯。黄巢闻孟楷之死，大怒，自六月起围攻陈州数月。陈州人恐慌，赵犨说：“我家三世为陈州将，必能守住这里。你们男儿应该从死中求生，建功立业未必不是此时。”陈州人闻言都踊跃。黄巢在陈州城外扎营，建立宫阙，设立百官，聚集粮饷，号称有兵二十万，却不能克陈州，期间赵犨却数次奇袭黄巢军得胜，大小数百战。他也因粮将尽而向邻镇求援，其中周岌、感化军节度使时溥、宣武军节度使朱全忠都派了援军，但都不足以解围。他们因畏惧黄巢军势，于十二月求援于当时已被任为河东节度使的李克用。李克用渡黄河南下，迎战黄巢军。黄巢也畏惧李克用军势，于中和四年（884年）四月解了历时大约三百天的陈州之围。朱全忠入陈州，赵犨兄弟迎于马前。

## 御秦宗权于陈州
但黄巢于六月死后，秦宗权没有重新归顺唐朝廷；却劫掠邻镇，陷周边二十余郡，后来还自己称帝建政。陈州虽然兵少力微，赵犨却抵抗秦宗权，秦宗权也不能克陈州。僖宗因赵犨之功，于次年八月诏为奉国军节度使。因朱全忠屡次派兵相援，赵犨成为朱全忠的亲密盟友，对朱全忠有求必应；还让当时已改名为赵岩的赵霖娶了朱全忠的一个女儿（未来的长乐公主）以巩固联盟。又请求在陈州为朱全忠建立生祠，朝夕拜谒。
文德元年（888年），朱全忠累败秦宗权后，秦宗权部将推翻秦宗权。昭宗以赵犨为检校司徒，充泰宁军节度使，又改授浙西节度使，但不离开陈州，兼领两镇。龙纪元年（889年），秦宗权被移交给朱全忠，被朱全忠送去长安处决，三月昭宗论功行赏，加赵犨宰相头衔同中书门下平章事，充忠武军节度使，将军部从许州迁到陈州。
陈、许二州流民返乡复业，赵犨设法招抚，人们都感激他。但当时赵犨已经病重。他将军府事托付给赵昶，上表告老。昭宗下诏以赵昶代忠武军节度使。数月后，赵犨过世。累赠太尉。